# يوغامون القوريني
يوغامون القوريني ( (باليونانية: Εὐγάμων ὁ Κυρηναῖος)‏ </link> ) كان شاعرًا يونانيًا مبكرًا نسبت إليه ملحمة تيلجوني . بالنسبة الى إكليمندس الإسكندري, سرق القصيدة من الشاعر الأسطوري المبكر موسايوس ؛ مما يعني أنه من المحتمل أن نسخة من ملحمة تقليدية موجودة منذ فترة طويلة كتبها يوجامون. ويقال أنها ازدهرت في عام 567/6 قبل الميلاد.